# Michalinka
Michalinka – część wsi Sipiory w Polsce, położona w województwie kujawsko-pomorskim, w powiecie nakielskim, w gminie Kcynia.
W latach 1975–1998 Michalinka administracyjnie należała do województwa bydgoskiego.